# Horst Stolt
Horst Stolt (* 12. April 1933 in Feldberg; † 8. Juli 2024 in Neustrelitz) war ein deutscher Politiker (SPD) und Abgeordneter im Landtag Mecklenburg-Vorpommern von 1990 bis 1994.

## Werdegang
Horst Stolt studierte nach dem in Neustrelitz bestandenen Abitur an der Humboldt-Universität Berlin und erhielt die Lehrbefähigung für die Abiturstufe. Er war von 1957 bis 1971 im Schuldienst tätig, anschließend bis 1990 in der Lehreraus- und -weiterbildung. Von Juni bis Oktober 1990 amtierte er in der Regionalverwaltungsbehörde Neubrandenburg als Direktor für Bildung.
Stolt trat im März 1990 in die SPD ein. Bei der Landtagswahl in Mecklenburg-Vorpommern 1990 wurde er über die Landesliste in den Landtag gewählt. Er war ebenfalls Abgeordneter im Kreistag des Landkreises Neustrelitz.